# Willis Brewer
Willis Brewer, född 15 mars 1844 i Sumter County i Alabama, död 30 oktober 1912 i Montgomery i Alabama, var en amerikansk politiker (demokrat). Han var ledamot av USA:s representanthus 1897–1901.
Brewer efterträdde 1897 Albert Taylor Goodwyn som kongressledamot och efterträddes 1901 av Charles Winston Thompson.
Brewer är begravd i Montgomery i Alabama.